# Canton de Plœmeur
Le canton de Plœmeur est une division administrative française, située dans le département du Morbihan et la région Bretagne.
À la suite du redécoupage cantonal de 2014, les limites territoriales du canton sont remaniées. Le nombre de communes du canton passe de 2 à 3.

## Histoire
Un nouveau découpage territorial de la Morbihan entre en vigueur à l'occasion des élections départementales de 2015. Il est défini par le décret du 21 février 2014, en application des lois du 17 mai 2013 (loi organique 2013-402 et loi 2013-403). Les conseillers départementaux sont, à compter de ces élections, élus au scrutin majoritaire binominal mixte. Les électeurs de chaque canton élisent au Conseil départemental, nouvelle appellation du Conseil général, deux membres de sexe différent, qui se présentent en binôme de candidats. Les conseillers départementaux sont élus pour 6 ans au scrutin binominal majoritaire à deux tours, l'accès au second tour nécessitant 12,5 % des inscrits au 1er tour. En outre la totalité des conseillers départementaux est renouvelée. Ce nouveau mode de scrutin nécessite un redécoupage des cantons dont le nombre est divisé par deux avec arrondi à l'unité impaire supérieure si ce nombre n'est pas entier impair, assorti de conditions de seuils minimaux. Dans le Morbihan, le nombre de cantons passe ainsi de 42 à 21.
Créé en 1982, en divisant les cantons de Lorient-1 et Lorient-2, le canton de Ploemeur était alors composé des communes de Ploemeur et Larmor-Plage. La réorganisation de 2014 lui adjoint la commune de Quéven (ancien canton de Pont-Scorff). Il est entièrement inclus dans l'arrondissement de Lorient. Le bureau centralisateur est situé à Ploemeur.

## Représentation

### Conseillers généraux
| Période | Période | Identité        | Étiquette | Qualité                                                                                                  |
| ------- | ------- | --------------- | --------- | --- |
| 1982    | 1985    | Georges Jégouzo | PS        | Radio-électricien à l'Arsenal de Lorient Ancien conseiller général du Canton de Lorient-Nord (1979-1982) |
| 1985    | 1998    | Michel Godard   | UDF       | Ingénieur électromécanicien Maire de Ploemeur (1983-1995), Député (1993-1997)                            |
| 1998    | 2004    | Georges Jégouzo | PS        | Maire de Larmor-Plage (1989-2001)                                                                        |
| 2004    | 2015    | Loïc Le Meur    | PS        | Economiste Maire de Ploemeur (1995-2014)                                                                 |

### Conseillers départementaux
| Période élective | Période élective | Mandat | Mandat   | Identité         | Nuance | Nuance | Qualité |
| ---------------- | ---------------- | ------ | -------- | ---------------- | ------ | ------ | --- |
| 2015             | 2021             | 2015   | 2021     | Ronan Loas       |        | LR     | Directeur financier Maire de Ploemeur (depuis 2014) 11e vice-président de la commission permanente du conseil départemental |
| 2015             | 2021             | 2015   | 2021     | Brigitte Melin   |        | LR     | Directrice d'école de musique et professeur d'alto et de violon Adjointe au maire de Larmor-Plage                           |
| 2021             | 2028             | 2021   | en cours | Ronan Loas       |        | DVD    | Directeur financier Maire de Ploemeur (depuis 2014) 2e vice-président du conseil départemental Membre d'Horizons            |
| 2021             | 2028             | 2021   | en cours | Marianne Rousset |        | HOR    | Chef de projet développement à l'Université Paris 1 Panthéon-Sorbonne, Larmor-Plage, Membre d'Horizons                      |

### Résultats détaillés

#### Élections de mars 2015
À l'issue du 1er tour des élections départementales de 2015, deux binômes sont en ballottage : Ronan Loas et Brigitte Melin (Union de la Droite et du centre, 42,77 %) et Marc Cozilis et Nolwenn Delalee (DVG, 19,6 %). Le taux de participation est de 50,69 % (15 912 votants sur 31 390 inscrits) contre 52,56 % au niveau départemental et 50,17 % au niveau national.
Au second tour, Ronan Loas et Brigitte Melin (Union de la Droite et du centre) sont élus avec 60,8 % des suffrages exprimés et un taux de participation de 49,52 % (8 601 voix pour 15 545 votants et 31 392 inscrits).

#### Élections de juin 2021
Le premier tour des élections départementales de 2021 est marqué par un très faible taux de participation (33,26 % au niveau national). Dans le canton de Plœmeur, ce taux de participation est de 35,93 % (11 050 votants sur 30 755 inscrits) contre 34,81 % au niveau départemental. À l'issue de ce premier tour, deux binômes sont en ballottage : Ronan Loas et Marianne Rousset (DVD, 65,25 %) et Marc Bacci et Danielle Le Marre (Union à gauche, 17,83 %).
Le second tour des élections est marqué une nouvelle fois par une abstention massive équivalente au premier tour. Les taux de participation sont de 34,36 % au niveau national, 36 % dans le département et 38,25 % dans le canton de Plœmeur. Ronan Loas et Marianne Rousset (DVD) sont élus avec 71,35 % des suffrages exprimés (7 903 voix pour 11 766 votants et 30 762 inscrits),,. 

## Composition

### Composition avant 2015

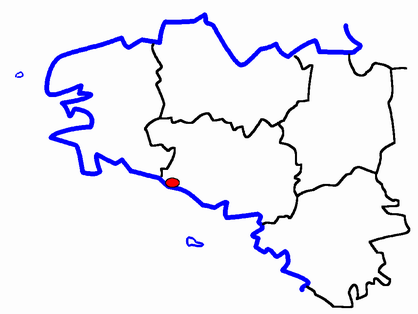
Situation du Canton de Plœmeur dans le département du Morbihan avant 2015.

Le canton regroupait deux communes.
| Nom                  | Code Insee | Codepostal | Superficie (km2) | Population (dernière pop. légale) | Densité (hab./km2) |
| -------------------- | ---------- | ---------- | ---------------- | --------------------------------- | ------------------ |
| Ploemeur (chef-lieu) | 56162      | 56270      | 39,72            | 17 875 (2012)                     | 450                |
| Larmor-Plage         | 56107      | 56260      | 7,27             | 8 219 (2012)                      | 1 131              |

### Composition depuis 2015
Le canton de Plœmeur comprend désormais trois communes entières.
| Nom                              | Code Insee | Intercommunalité         | Superficie (km2) | Population (dernière pop. légale) | Densité (hab./km2) | Modifier                                    |
| -------------------------------- | ---------- | ------------------------ | ---------------- | --------------------------------- | ------------------ | ------------------------------------------- |
| Ploemeur (bureau centralisateur) | 56162      | CA Lorient Agglomération | 39,72            | 18 873 (2022)                     | 475                | modifier les données · modifier les données |
| Larmor-Plage                     | 56107      | CA Lorient Agglomération | 7,27             | 8 368 (2022)                      | 1 151              | modifier les données · modifier les données |
| Quéven                           | 56185      | CA Lorient Agglomération | 23,93            | 8 906 (2022)                      | 372                | modifier les données · modifier les données |
| Canton de Plœmeur                | 5612       |                          | 70,92            | 36 147 (2022)                     | 510                | modifier les données                        |

## Démographie

### Démographie avant 2015
| 1982   | 1990   | 1999   | 2006   | 2011   | 2012   |
| ------ | ------ | ------ | ------ | ------ | ------ |
| 19 828 | 25 715 | 26 774 | 26 883 | 26 024 | 26 094 |

### Démographie depuis 2015
En 2022, le canton comptait 36 147 habitants, en évolution de +4,1 % par rapport à 2016 (Morbihan : +3,82 %, France hors Mayotte : +2,11 %).
| 2013   | 2018   | 2022   |
| ------ | ------ | ------ |
| 34 920 | 34 842 | 36 147 |